# 白馬城の花嫁
『白馬城の花嫁』（はくばじょうのはなよめ）は、1961年5月17日に公開された日本の時代劇映画。85分、カラー、シネマスコープ（2.35:1）。製作・配給：東映（撮影：東映京都撮影所）。監督：沢島忠。主演：美空ひばり。
村に伝わる玉の輿民話を信じた娘が身分を偽る盗賊に惚れ、彼らの御金蔵破りをめぐる騒動に巻き込まれる様子が描かれる。主要キャストがオリジナル曲を歌うミュージカルシーンが多く含まれている。

## あらすじ
「白馬の里」という山村で暮らす孤児の機織り娘・お君は、里の水車番の老人・六助から、里の山に建つ白馬城の伝説を聞く。それは「お君と同じような境遇の娘の元へ若者が現れて彼女を見初めるが、実は若者は白馬城の殿様で、娘は白馬城の花嫁になった」というものだった。この話に感激したお君は、「いつの日か自分の前にもお殿様が現れ、白馬城の花嫁になれる」と堅く信じていた。
ある夜更け、そのお君の前に殿様とその家来と称する3人組が現れる。3人組は盗賊「殿様小僧」こと霧太郎と、その子分・伝次と長太による変装だった。3人組は代官所の御金蔵を破って千両を奪い、役人の目を逃れながら、里に隠しておいたその金を回収しようとしていたのだった。殿様小僧は「城では今お家騒動の最中であり、悪家老の計略にはまり追われる身となった」と嘘をつく。白馬城の伝説を信じるお君は「自分を花嫁にするためにお殿様が迎えに来た」と思い込み、「お家再興が叶い、晴れて花嫁にしてもらうまでは、絶対殿様のそばを離れない」と告げ、千両を詰めた箱の回収に協力し、江戸の隠れ家に向かう3人組の旅について来る。しかし、お君を持て余した殿様小僧たちは、江戸の雑踏で彼女を置き去りにする。路頭に迷ったお君はたまたま出会ったおでん屋の店主や御用聞き・仲町の太吉といった親切な人々と知り合い、酒場の女中の仕事を紹介してもらう。
金を隠しておいたはずの箱の中身はいつの間にか石にすり替えられており、3人組は驚く。これは旅の途中で助けたチンピラ・隼の源太の仕業で、源太の正体はお君の働く酒場の息子にして、江戸の大盗賊「昇り竜の富蔵」の子分だった。ある日、その富蔵一味が江戸城の御金蔵を破り、五千両を奪う事件が起きる。実はお君を助けたおでん屋の店主こそが昇り竜の富蔵だった。殿様小僧は富蔵の計略にかかり、江戸城破りの罪を着せられて再び追われる身になる。逃走の中、殿様小僧は、富蔵から寝返った源太の計らいでお君と再会する。お君をだまし続けていることを後悔し、また彼女に惚れてもいた殿様小僧は「白馬の里で落ち合おう」と告げて別れる。殿様小僧は逮捕される。
殿様小僧との約束を守るために帰郷を決意したお君は、おでん屋の店主（富蔵）にその旨を報告して立ち去る。お君の身の上話を聞いた富蔵は白馬の里に逃走することを思い立つ。やがて、仲町の太吉の捜査で疑いが晴れ、放免となった殿様小僧は、自身に罪を着せた富蔵一味に復讐するため、またお君に会うため、伝次・長太とともに彼らを追って白馬の里へ向かう。道中、殿様小僧は代官所の役人たちと鉢合わせし、逮捕されそうになるが、同じく富蔵一味を追ってきた太吉の説諭によって一時解放される。追い詰められた富蔵一味は一斉逮捕される。
太吉に「殿様が帰ってきた」と知らされたお君は、生まれて初めて白馬城に入るが、そこで廃墟にたたずむ殿様小僧を見つける。お君は白馬城がすでに廃城になっていることを初めて知り、長い夢から醒める。殿様小僧は正体を明かすとともに改心を宣言する。2人は固く抱き合う。
殿様小僧は代官所の御金蔵破りの罪に服役する。お君は機織りをしながら殿様小僧の帰りを待ち続ける。

## 出演者
- お君 - 美空ひばり
- 仲町の太吉 - 高田浩吉
- 昇り竜の富蔵 - 山形勲
- 関屋軍太夫（代官） - 阿部九州男
- 隼の源太（おとしの息子） - 花房錦一
- おしゃべり長太 - 星十郎
- ぐでんの伝次 - 田中春男
- 安藤喜三郎（代官所の役人） - 中村時之介
- 六助 - 水野浩
- 木の葉の惣吉 - 尾形伸之介
- お光 - 高橋漣
- 中根真佐子
- 菊村光恵
- 春海洋子
- おとし（酒場「きらく」の女将） - 東竜子
- お咲（六助の妻） - 赤木春恵
- バッタの千吉 - 船越正雄
- 大井田勝太
- 竹村健
- 伊藤克彦
- 松森幹治
- 久保田弘夫
- 藤本秀夫
- 名護屋一
- 河村満和
- 大阪松竹歌劇団
- ノンクレジット
  - 富蔵の手下 - 汐路章
- 殿様小僧＝霧太郎 - 鶴田浩二

## スタッフ
- 監督：沢島忠
- 企画：辻野公晴、神戸由美
- 脚本：野上竜雄、鷹沢和善
- 撮影：山岸長樹
- 照明：安田與一
- 録音：佐々木稔郎
- 美術：井川徳道
- 音楽：米山正夫
- 編集：宮本信太郎
- 記録：梅津泰子
- 装置：松井三郎
- 装飾：川本宗春
- 美粧：林政信
- 結髪：妹尾茂子
- 衣裳：三上剛
- 擬斗：島義一
- 進行主任：神先頌尚